# Stupeň B1061 Falconu 9
Stupeň B1061 Falconu 9 je první stupeň rakety Falcon 9, vyráběné společností SpaceX, jedná se o šestnáctý vyrobený exemplář verze Block 5. 25. dubna 2020 byl se stupněm proveden statický zažeh na základně McGregor. Tento stupeň poprvé odstartoval 16. listopadu 2020 při misi Crew-1, kdy vynesl pilotovanou kosmickou loď Crew Dragon.
Podruhé byl využit 23. dubna 2021 na misi Crew-2, kdy vynesl pilotovanou kosmickou loď Crew Dragon Endeavour. Potřetí byl tento stupeň využit 6. června 2021 k vynesení telekomunikační družice Sirius XM-8.
Čtvrtý let tohoto stupně proběhl 29. srpna 2021, kdy vynesl nákladní zásobovací loď Dragon 2 k ISS, na misi CRS-23. První stupeň, jako první, přistál na nové autonomní přistávací plošině A Shortfall of Gravitas.
Při dalším letu byl vynesen teleskop IXPE (9. prosince 2021) a poté při šestém letu tohoto stupně 49 družic Starlink v1.5 (3. února 2022).
Sedmým letem tohoto stupně byla mise Transporter-4, při které vynesl 40 družic včetně českého cubesatu BDSAT.

## Přehled letů
| Číslo použití | Datum startu (UTC) | Let číslo | Doba mezi starty | Náklad                   | Start | Místo startu | Přistání | Místo přistání | Poznámky |
| ------------- | ------------------ | --------- | ---------------- | ------------------------ | ----- | ------------ | -------- | -------------- | -------- |
| 1             | 16. listopadu 2020 | 98        | —                | Crew-1                   |       | KSC LC-39A   |          | JRTI           |          |
| 2             | 23. dubna 2021     | 114       | 159 dní          | Crew-2                   |       | KSC LC-39A   |          | OCISLY         |          |
| 3             | 6. června 2021     | 121       | 44 dní           | SXM-8                    |       | CCAFS SLC-40 |          | JRTI           |          |
| 4             | 29. srpna 2021     | 124       | 84 dní           | CRS-23                   |       | KSC LC-39A   |          | ASOG           |          |
| 5             | 9. prosince 2021   | 131       | 102 dní          | IXPE                     |       | KSC LC-39A   |          | JRTI           |          |
| 6             | 3. února 2022      | 140       | 56 dní           | Starlink v1.5-L4-7       |       | KSC LC-39A   |          | ASOG           |          |
| 7             | 1. dubna 2022      | 146       | 57 dní           | Transporter-4            |       | CCAFS SLC-40 |          | JRTI           |          |
| 8             | 25. května 2022    | 156       | 54 dní           | Transporter 5            |       | CCAFS SLC-40 |          | LZ-1           |          |
| 9             | 19. června 2022    | 160       | 25 dní           | Globalstar-2 M087 (FM15) |       | CCAFS SLC-40 |          | JRTI           |          |
| 10            | 12. srpna 2022     | 170       | 54 dní           | Starlink 3-3             |       | VSFB SLC-4E  |          | OCISLY         |          |
| 11            | 30. prosince 2022  | 194       | 140 dní          | EROS-C3                  |       | VSFB SLC-4E  |          | LZ-4           |          |
| 12            | 3. března 2023     | 208       | 63 dní           | Starlink 2-7             |       | VSFB SLC-4E  |          | OCISLY         |          |
| 13            | 27. dubna 2023     | 219       | 55 dní           | Starlink 3-5             |       | VSFB SLC-4E  |          | OCISLY         |          |